# Redvers Buller
Pour les articles homonymes, voir Buller.
Redvers Henry Buller (7 décembre 1839–2 juin 1908) est un général britannique. 

## Biographie
Alors encore lieutenant-colonel, il est sévèrement battu à la bataille de Hlobane par les impis zoulous en 1879, puis en tant que général à la bataille de Colenso en 1899 lors de la seconde guerre des Boers.

## Distinctions

### Médailles
- Croix de Victoria, obtenue pour son comportement lors de la bataille de Hlobane, pendant la guerre anglo-zouloue de 1879.

### Décorations
- Ordre de Saint-Michel et Saint-Georges Chevalier Grand-croix (GCMC)
- Ordre du Bain Chevalier Grand-croix (GCB).

## Documentaires télévisés
- Milieu du 6e épisode : Des chefs incompetents, de la série : Les grandes erreurs militaires, sur Planète+.